# Referendum in Nagorno Karabakh del 2017
Un referendum costituzionale, il terzo nella sua storia, si è tenuto il 20 febbraio 2017 nella repubblica de facto del  Nagorno Karabakh, che a seguito dello stesso referendum prende il nome ufficiale di Repubblica dell'Artsakh. Per la validità della consultazione era richiesto un quorum del 25% che è risultato ampiamente superato.

## Lavoro preparatorio
Il presidente Bako Sahakyan diede mandato nel 2016 a una speciale Commissione di redigere il testo di una nuova Costituzione in sostituzione di quella votata nel 2006. La bozza della nuova Costituzione fu ufficialmente consegnata al Presidente il 24 novembre 2016 dopo una serie di incontri preparatori con consultazioni di tutte le forze politiche dello Stato, comprese quelle non presenti in Parlamento. Il 17 gennaio 2017 l'Assemblea nazionale approvò il testo e due giorni dopo il Capo dello Stato indisse il referendum. 

## Modifiche costituzionali
Le principali novità del nuovo testo costituzionale riguardano in primo luogo la trasformazione dello Stato da repubblica semipresidenziale a repubblica presidenziale con la sostanziale abolizione dell'ufficio del Primo Ministro e maggiori poteri al presidente della repubblica. La ragione di questo cambiamento istituzionale risiede nella necessità di garantire una più rapida e incisiva azione soprattutto in termini di sicurezza nazionale specie dopo la cosiddetta guerra dei quattro giorni dell'aprile 2016.
Un'altra novità introdotta nella nuova costituzione riguarda il nuovo nome dello Stato (Repubblica dell'Artsakh), che potrà ufficialmente affiancare quello utilizzato sino ad allora (Repubblica del Nagorno Karabakh).

## Risultati
| Scelta             | Voti    | %      |
| ------------------ | ------- | ------ |
| A favore           | 69,570  | 90.05  |
| Contro             | 7,686   | 9.95   |
| non valide/bianche | 2,172   | –      |
| Totale             | 79,428  | 100.00 |
| Aventi diritto     | 103,818 | 76.51  |
| Source: CEC        |         |        |